# Гуд, Джордж Браун
Джордж Браун Гуд (англ. George Brown Goode; 1851—1896) — американский ихтиолог.
Член Национальной академии наук США (1888).

## Биография
Джордж Браун Гуд родился 13 февраля 1851 года в Нью-Олбани. Его мать умерла, когда ему был один год. После повторной женитьбы отца, семья переехала в 1857 году в Амению. В детстве он получал частные уроки. В 1866—1870 годах изучал естествознание в Уэслианском университете. Затем он перешёл в Гарвардский университет, где учился под руководством Луи Агассиса. Затем он принял руководство Музеем естествознания Уэслианского университета и работал в Службе охраны рыболовства и диких животных США.
Во время своей служебной деятельности он познакомился в 1872 году со Спенсером Фуллертоном Бэйрдом, с которым его в дальнейшем связала глубокая дружба. С 1873 года оба тесно сотрудничали со Смитсоновским институтом. В 1877 году Гуд получил там должность, вначале ассистента, а затем куратора. После смерти Бэйрда Джордж Браун Гуд принял руководство институтом.
Джордж Браун Гуд мало участвовал в экспедициях. Он занимался, прежде всего, административной работой в различных музеях. Он исследовал глубоководную часть моря в трёх научных экспедициях и изучал в том числе химеробразных, камбалообразных и палтусов. Наряду со страстью к ихтиологии он интересовался историей науки, прежде всего, историческим развитием науки в Северной Америке.
6 сентября 1896 года Джордж Браун Гуд скончался от воспаления лёгких в Вашингтоне в возрасте 45 лет.

## Признание
Зоолог Дэвид Старр Джордан назвал в 1880 году в честь Гуда род рыб Goodea семейства гудеевых (Goodeidae). Семейство рыб также названо в честь учёного. Кроме того, следующие виды также названы в честь Гуда:
- Птилихт Гуда (Ptilichthys goodei Bean, 1881.)
- Лукания Гуда[англ.] (Lucania goodei Jordan, 1880.)
- Myliobatis goodei Garman, 1885.
- Paralonchurus goodei Gilbert, 1898.
- Sebastes goodei (Eigenmann & Eigenmann, 1890)
- Вест-индский трахинот (Trachinotus goodei Jordan & Evermann, 1896.)

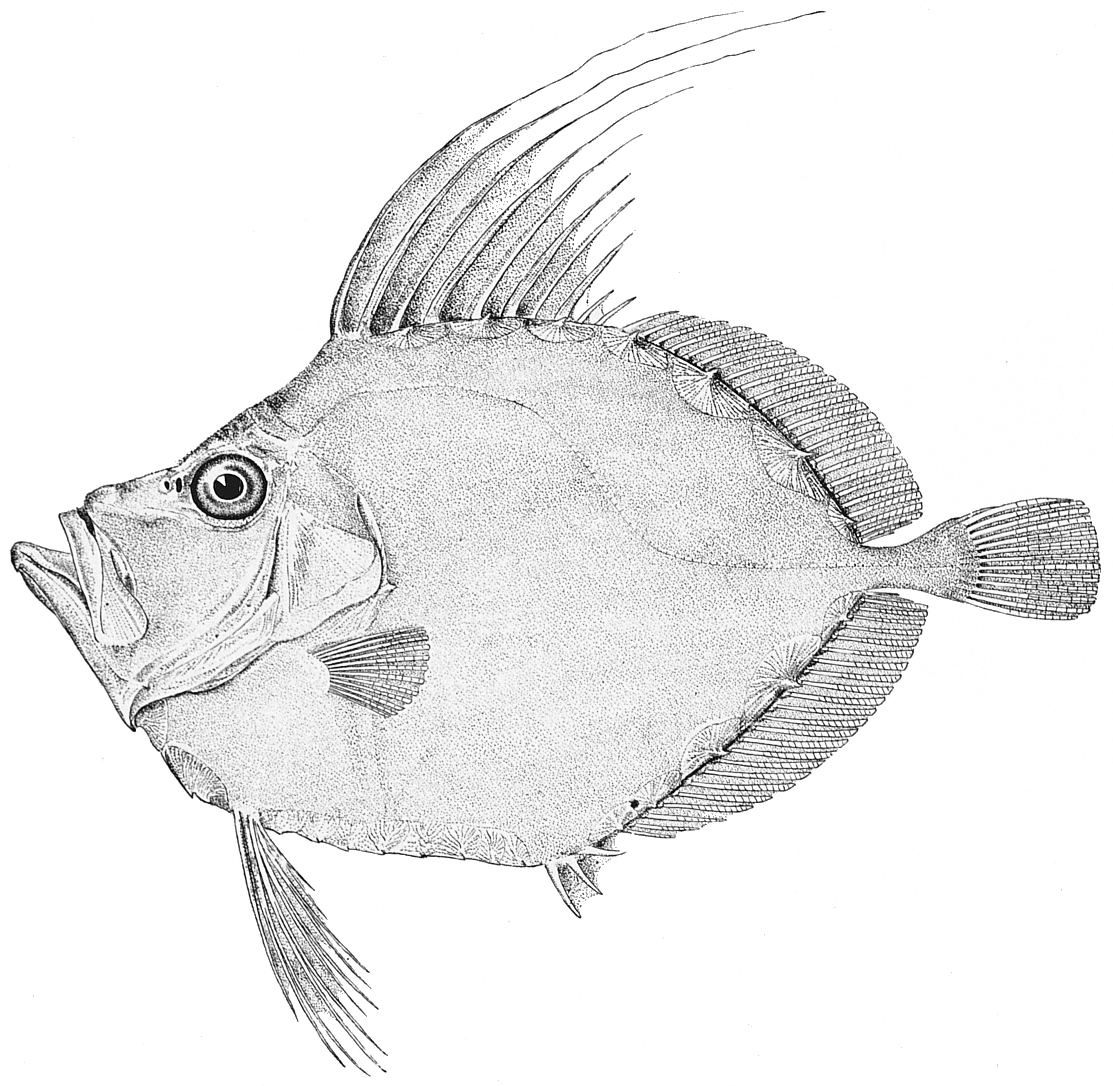
Zenopsis conchifera. Иллюстрация Джорджа Брауна Гуда

## Публикации
- The Natural and Economical History of the American Menhaden (1879)
- Catalog of the Fishes of the Bermudas (1876)
- The Fisheries and Fishing Industries of the United States (1887)
- American Fishes (1888)
- Oceanic Ichthyology (1896; вместе с Tarleton Hoffman Bean)